# Жан V (герцог Бретані)
Жан V де Монфор — герцог Бретанський, народився у Бретані між 30 вересня й 8 грудня 1339 року (за іншими джерелами — 1340), помер вночі 2 листопада 1399 року в столиці Бретанського герцогства Нанті. Син самопроголошеного (1341) герцога Бретанського Жана IV де Монфор (1295—1345) і Жанни Дамп'єр, герцогині Бретанської (відома під іменем «Жанна Полум'яна») (1295—1374).

## Досягнення
Перемога у війні за Бретонську спадщину дозволила Бретанському герцогству зайняти міцну позицію нейтралітету в Столітній війні. З неї почався процес відновлення Бретані як самостійного суб'єкта на політичній арені.

## Варіанти написання
Іншими мовами його ім'я звучить:
- Jean V de Montfort le Duc de Bretagne, Jean le Conquérant, Jean le Vaillant — французькою
- John V of Montfort (Montford) the Duke of Brittany, John the Conqueror, John the Valiant — англійською
- Yann V Monforzh — бретонською;
- Giovanni V di Montfort, il Duca di Bretagna — італійською.

В історичних документах і монографіях з історії герцог згадується як Жан IV або Жан V, залежно від точки зору авторів. Їхня думка залежить від того, чи визнають вони його батька Жана IV де Монфора законним спадкоємцем престолу чи ні (з англійської точки зору він — законний герцог, із французької — ні). Мав прізвиська:
- «Завойовник»
- «Доблесний»
- «Англофіл»

## Титули й звання
- Герцог Бретонський (1365—1399)
- Граф де Монфор-л'Аморі (1345—1399)
- Граф Річмонд (20 червня 1372—1399) (граф де Рішмон — французький варіант)
- Лицар Ордена Підв'язки (Order of the Garter) з 1375, у 1381 році заснував лицарський Орден Горностая (Order of the Ermine), відкритий не тільки для дворян-чоловіків, але й для жінок і людей не дворянського походження.

## Завоювання
Його дитинство і юність були затьмарені Війною за Бретонську спадщину, у якій його батько, Жан де Монфор, боровся за бретонський трон зі своєю племінницею, Жанною де Пент'євр та її чоловіком Шарлем де Блуа-Шатійон. Скориставшись військовою допомогою Франції, Шарль де Блуа зміг захопити більшу частину Бретані. Після смерті батька, самопроголошеного герцога Жана де Монфора, його мати, Жанна Дамп'єр, спробувала продовжити війну від імені свого маленького сина. У підсумку, Жанна була змушена просити допомоги в Англії, визнавши Едуарда III законним претендентом на престол Франції. Жанна «Полум'яна», вирвавшись із Еннебона, що перебував у французькій облозі, в 1343 році вирушила в Англію. Пізніше в тому ж році за нез'ясованих обставин самопроголошену герцогиню оголосили божевільною й ув'язнили у замку Тікхілл, що в Йорку. Маленького Жана і його сестру прийняли до королівської родини Плантагенетів, а його опікуном став сам Едуард III.
У 17 років (1356) Жан повернувся до Бретані, де зібрав армію зі бретонців, що лишалися вірними його батьку, і вирушив у похід на Рен, де разом з Генрі Гросмонтом, герцогом Ланкастером, провів невдалу облогу. Молодий претендент на бретонський престол повернувся до Англії, а у 1364, знову повернувшись на Батьківщину, Жану із підтримкою англійської армії вдалося здобути вирішальну перемогу проти партії Блуа у битві біля Оре. Його конкурент Шарль де Блуа загинув у бою, і вдова Шарля Жанна де Пент'євр 12 квітня 1365 року була вимушена підписати Угоду у Геранді. За цим документом Жанна визнавала Жана де Монфора істинним герцогом Бретонським, Бретань залишалася васалом Франції, а герцог зобов'язався виплачувати їй 10 000 ліврів щорічно й звільнити її двох синів з англійського полону.

## Боротьба за владу
Досягнувши перемоги за допомогою Едуарда III (і одружившись із англійською принцесою), Жан був змушений прийняти в радники декількох англійців, тим паче, що Англія контролювала й обкладала податками кілька стратегічно важливих цитаделей на околицях порту Брест, що дозволяло Едуарду в будь-який момент ввести війська на півострів . Призначення англійців на державні пости в Бретані викликало різке несхвалення серед бретонської знаті й французького короля. Однак, Жан V оголосив себе васалом короля Шарля V Французького, а не Едуарда III. Це рішення, так само як і посилення податкового тиску на бретонську знать, не заспокоїло його критиків, які бачили у присутності англійських військ фактор дестабілізації. У 1369 році Жан, бачачи роздерту війною Бретань, відмовився виконати васальний обов'язок і виступити на боці Франції, яка збиралася відвоювати в Англії землі, втрачені за угодою у Бретіньї. Близько 20 червня 1372 року Жан уклав з Едуардом III таємний договір, за яким англійський король повертав у володіння бретонського герцога графство Річмонд, конфісковане в його батька, і забезпечував молодому герцогу підтримку у конфлікті із сюзереном. Довідавшись про змову за спиною французького короля, у якій брав участь Жан, бретонська знать і Жанна де Пент'євр зажадали негайного виселення герцога або його ув'язнення. У 1373 році Жан вирушив у вислання до Англії, цілком втративши довіру своїх дворян.
Однак, Шарль V зробив помилку, спробувавши повністю захопити герцогство й включити його до королівського домену. У 1378 він послав свого конетабля, бретонця Бертрана дю Геклена, силою підкорити герцогство французькому королю. Бретонці повстали проти анексії й у 1379 повернули Жана V із заслання. Він прибув у Дінар 3 серпня 1379 року й ще раз взяв під контроль герцогство, тільки тепер спираючись на підтримку місцевої знаті й навіть клану Пент'євров. Після смерті Шарля V і спадкування престолу новим королем Франції Шарлем VI, він уклав з новим монархом Другий договір у Геранді (15 січня 1381 року) і керував своїм герцогством у мирі із французькими й англійськими коронами більше десятиліття, підтримуючи контакт із обома, але мінімізуючи відкриті зв'язки з Англією. У 1397 йому також вдалося викупити в англійців Брест, використовуючи дипломатичний тиск і фінансові стимули. 

## Конфлікт із Кліссоном
Олів'є V де Кліссон був сином соратника Жана де Монфора (батька). Він став другом Жана V ще в Англії, де обоє вони виховувалися при дворі англійського короля, а в 1364 році при Оре Кліссон очолював цілий фланг війська Монфора. Однак, після визнання Жана герцогом Бретонським, Монфор подарував замок Гавр і ліс довкола нього Джону Чандосу, легендарному англійському лицарю, конетаблю Гієні. Це роздратувало Кліссона, який сам сподівався одержати Гавр за вірну службу. Так почався конфлікт із герцогом Жаном, який досяг апогею в 1392 році. Кузен бретонського герцога, П'єр де Краон, що також ненавидів Клиссона зі своїх причин, напав на нього в Парижі й сильно поранив, після чого втік до Бретані. Жан, як припускають дослідники, стояв за цією змовою, і Шарль VI, розлютований каліцтвом свого улюбленого радника й конетабля Франції, вирушив у похід на Бретань. Супроводжуваний Конетаблем, він дійшов кордонів Бретані, але перш, ніж військо увійшло до герцогства, короля спіткав напад божевілля. Родичі Шарля VI звинуватили у всьому Кліссона й позбавили його звання Конетабля, після чого Олів'є втік до Бретані, у свій замок Жослен, а в 1397 році примирився й відновив дружбу з герцогом, знову ставши його близьким радником. 

## Родина
1 Дружина — Мері Плантагенет (1344–1361), дочка короля Англії Едуарда III
Діти: не було
2 Дружина — Джоан Голанд (1350—1384), дочка Томаса Голанда, 1-ого Графа Кента
Діти: не було
3 Дружина — Жанна д'Евре (бл. 1370–1437), дочка короля Наварри Карла II «Злого»
Діти:
- Жанна Бретонська (1387 —1388)
- дочка (1388)
- Жан (П'єр) VI (1389 —1442) — герцог Бретонський  одружився у 1396 році з Жанною Французькою (1391—1433)
- Марі Бретонська (1391—1446) — Дама де ля Герш, 26 червня 1398 року вийшла заміж у Шато д'Ермін за Жана I, графа Алансона
- Маргарита Бретонська (1392—1428) — Дама де Гільяк, 26 червня 1407 року вийшла заміж за Алена IX, віконта де Роана й графа Порое (пом. 1462)
- Артюр де Рішмон (1393—1458) — герцог Бретонський
- Жіль Бретонський (1394—1412) — сеньйор Шантосе й Енгранда
- Рішар Бретонський (1395 —1438) — граф Бенона, Етампа й Манта, в 1423 одружився з Маргаритою Орлеанською, графинею де Вертю, дочкою Луї Валуа, герцога Орлеанського
- Бланш Бретонська (1397 — після 1419) — 26 червня 1407 року в Нанті вийшла заміж за Жана IV, графа Арманьяка